# Phaecasiophora amoena
Phaecasiophora amoena är en fjärilsart som beskrevs av Kawabe 1986. Phaecasiophora amoena ingår i släktet Phaecasiophora och familjen vecklare. Inga underarter finns listade i Catalogue of Life.